# Базилевич Наталія Карпівна
Наталія Карпівна Базилевич (нар. 23 травня 1919, село Новомиколаївка, тепер Шевченківського району Харківської області — 10 травня 2015, село Степанівка, тепер Краснокутського району Харківської області) — українська радянська діячка, новатор сільськогосподарського виробництва, бригадир третьої комплексної бригади колгоспу «Маяк» Краснокутського району Харківської області. Депутат Верховної Ради УРСР 7—8-го скликань. Герой Соціалістичної Праці (8.04.1971).

## Біографія
Народилася у селянській родині. Трудову діяльність розпочинала токарем на заводах міста Харкова.
З серпня 1943 року — колгоспниця колгоспу імені Сталіна села Степанівки Краснокутського району Харківської області. З 1949 року працювала ланковою із вирощування цукрових буряків колгоспу імені Сталіна Краснокутського району.
З 1953 року — бригадир третьої комплексної бригади, начальник виробничої дільниці № 3 колгоспу імені Сталіна (з 1956 року — 8 Березня, а з 1960-х років — «Маяк») села Степанівки (центральна садиба у смт. Краснокутську) Краснокутського району Харківської області. Бригада Наталії Базилевич збирала до 43-х центнерів озимої пшениці з гектара, отримувала до 3 500 кілограмів молока від кожної корови.
Потім — на пенсії у селі Степанівці Краснокутського району Харківської області.

## Нагороди
- Герой Соціалістичної Праці (8.04.1971)
- орден Леніна (8.04.1971)
- медаль «За трудову доблесть» (31.12.1965)
- медалі
- заслужений працівник сільського господарства Української РСР
- почесний громадянин Краснокутського району Харківської області (17.08.2010)